# Freddie Highmore
Alfred Thomas "Freddie" Highmore, född 14 februari 1992 i Camden i London, är en brittisk skådespelare. Han är mest känd för sina roller i filmerna Finding Neverland, Kalle och chokladfabriken, Arthur och Minimojerna, Guldkompassen och Spiderwick.
Han spelade även rollen som Norman Bates i TV-serien Bates Motel.

## Biografi
Freddie Highmore är född i en "showbiz familj". Båda föräldrarna arbetar inom underhållningsbranschen; hans far Edward Highmore är skådespelare och hans mor är artistagent som bland annat har haft Daniel Radcliffe som sin klient. Det var med moderns hjälp han fick gå på sina första auditions och redan som 7-åring hade han småroller i olika TV-program. I filmen Jack and the Beanstalk spelade han mot sin far och i Women Talking Dirty spelade han mot sin yngre bror Albert "Bertie" Highmore.
Under åren 2010-2014 studerade Highmore på Emmanuel College, Cambridge där han pluggade spanska och arabiska. Highmore gick ut med en double first, som är en universitetsexamen med högsta betyg i två ämnen. Därav så talar Highmore förutom engelska också flytande spanska och är väldigt kunnig på arabiska. Han kan även tala flytande franska.  

## Privatliv
Inför inspelningen av filmen August Rush lärde sig Highmore att spela gitarr. Han kan även spela lite klarinett. Han är fotbollsintresserad och håller på laget Arsenal. Under Highmores medverkan i tv-serien Bates Motel blev han god vän med sin motspelare Vera Farmiga och blev gudfar till hennes son. 
I september 2021 i en intervju hos Jimmy Kimmel Live!, avslöjade Highmore att han nyligen gift sig.

## Filmografi (i urval)
| År        | Titel                                  | Roll                      | Anmärkning |
| --------- | -------------------------------------- | ------------------------- | ---------- |
| 1999      | Women Talking Dirty                    | Sam                       |            |
| 2000      | Happy Birthday Shakespeare             | Steven Green              | TV-film    |
| 2001      | Avalons dimmor                         | Artur som ung             | TV-film    |
| 2001      | Jack and the Beanstalk: The Real Story | Son i bakgrunden          | TV-film    |
| 2002      | I Saw You                              | Oscar Bingley             | TV-film    |
| 2004      | Finding Neverland                      | Peter Llewelyn Davies     |            |
| 2004      | Två tigerbröder                        | Raoul som ung             |            |
| 2004      | Five Children and It                   | Robert                    |            |
| 2005      | Kalle och chokladfabriken              | Charlie Bucket            |            |
| 2006      | Ett bra år                             | Max som ung               |            |
| 2007      | Arthur och Minimojerna                 | Arthur                    |            |
| 2007      | August Rush                            | Evan Taylor / August Rush |            |
| 2007      | Guldkompassen                          | Pantalaimon               |            |
| 2008      | Spiderwick                             | Jared & Simon Grace       |            |
| 2008      | A Fox's Tale                           | Jack                      |            |
| 2009      | Astro Boy                              | Toby / Astro              |            |
| 2009      | Arthur och Maltazard                   | Arthur                    |            |
| 2010      | Arthur och de två världarna            | Arthur                    |            |
| 2010      | Master Harold...and the Boys           | Hally                     |            |
| 2010      | Toast                                  | Nigel Slater              | TV-film    |
| 2011      | The Art of Getting By                  | George Zinavoy            |            |
| 2013      | Justin and the Knights of Valour       | Justin                    |            |
| 2013–2017 | Bates Motel                            | Norman Bates              | TV-serie   |
| 2016      | Almost Friends                         | Charlie                   |            |
| 2017      | Tour De Pharmacy                       | Adrian Baton              | TV-film    |
| 2017–2024 | The Good Doctor                        | Dr. Shaun Murphy          | TV-serie   |